# Donna dell'Africa centrale
La Donna dell'Africa centrale (Femme d'Afrique centrale) è un'opera dello scultore inglese Herbert Ward, conservata al museo d'Orsay di Parigi.

## Storia
Questo busto femminile fu scolpito da Ward (un africanista, illustratore ed esploratore inglese) riprendendo uno dei suoi disegni, realizzati mentre accompagnava Henry Morton Stanley nella sua esplorazione in Africa centrale. Viaggiò anche lungo il fiume Lohale (o Aruwimi), un fiume dell'odierna Repubblica Democratica del Congo che scorre nel nord e nel nord-est di questo paese.
Stanley era il rappresentante ufficiale di Leopoldo II nel Congo. Il suo comportamento brutale venne criticato in Inghilterra e gli valse il soprannome africano di "Bula Matari" ("colui che spacca le rocce"). Nel 1884 Ward incontrò Stanley a Londra e passò i due anni successivi a esplorare il Basso e l'Alto Congo. A Yambuya, sulle rive dell'Aruwimi, Ward soggiornò per quattordici mesi.
Sulla sua esperienza d'esploratore, Herbert Ward pubblicò due libri: Five years with the Congo cannibals e nel 1910 A voice from the Congo : comprising stories, anectodes, and descriptive notes, il quale conteneva delle fotografie dei luoghi visitati e delle sculture che aveva realizzato, secondo gli schizzi che aveva portato dall'Africa. Tra le fotografie, c'era quella della Donna dell'Africa centrale, con la didascalia seguente:

## Descrizione

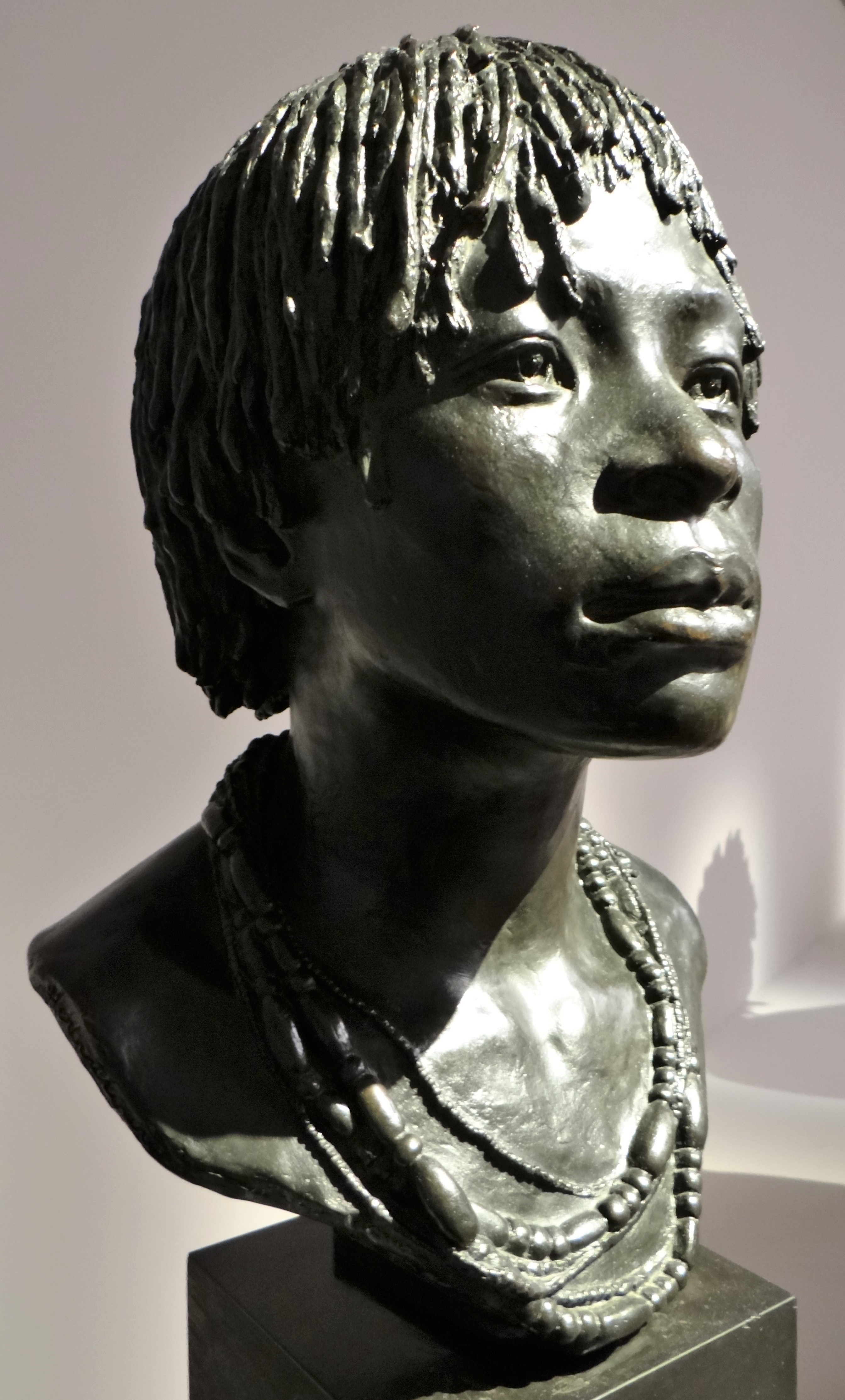
Vista laterale.

L'opera raffigura il volto di una donna appartenente ai bakongo, un popolo di etnia bantù che vive nell'Africa equatoriale. La giovane ha i capelli corti e indossa delle collane tradizionali della sua regione, inoltre il suo sguardo punta dritto, davanti a sé. L'opera è un busto in bronzo, anche se prima ne venne realizzato un esemplare in gesso, il quale fu esposto al Salone degli artisti francesi del 1901. Oltre a questo busto, Herbert Ward ne realizzò anche un altro raffigurante un soggetto maschile, Un indigeno Aruwimi, esposto nello stesso museo parigino.